# Ivorische Davis-Cup-Mannschaft
Die ivorische Davis-Cup-Mannschaft ist die Herren-Tennisnationalmannschaft der Elfenbeinküste. 

## Geschichte
Erstmals nahm die Elfenbeinküste 1986 am Davis Cup teil, dabei kam die Mannschaft nie über die Europa/Afrika-Gruppenzone II hinaus. Erfolgreichster Spieler ist Claude N’Goran mit 31 Siegen bei 33 Teilnahmen. Er ist damit gleichzeitig Rekordspieler seines Landes.